# زیردریایی یو-۸ (۱۹۳۵)

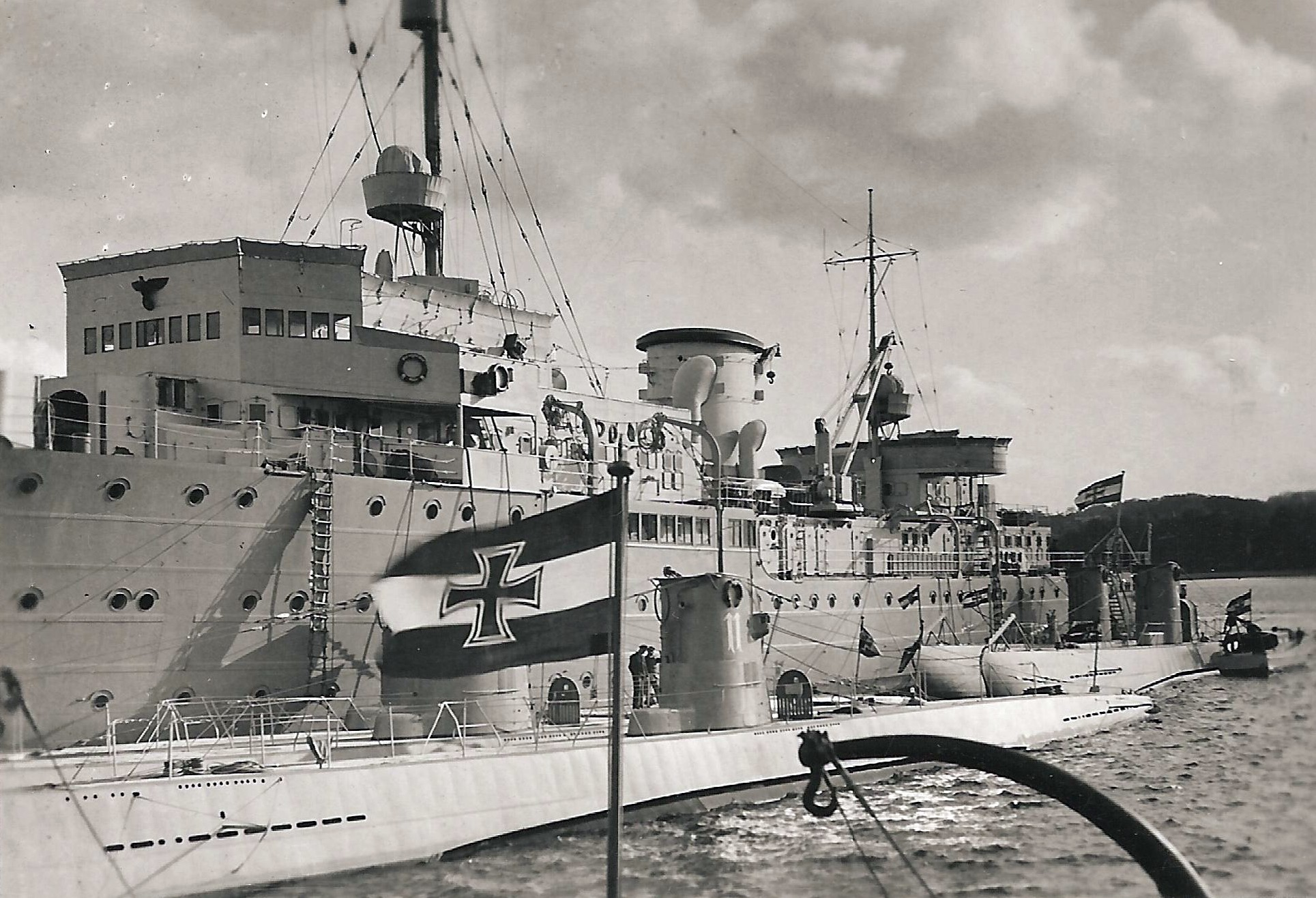
زیردریایی یو-۸

زیردریایی یو-۸ (۱۹۳۵) (به انگلیسی: German submarine U-8 (1935)) یک زیردریایی است که طول آن ۴۲٫۷۰ متر (۱۴۰ فوت ۱ اینچ) می‌باشد. این زیردریایی در سال ۱۹۳۵ ساخته شد.